# ENJIN
ENJIN（エンジン）は、2020年に結成された、吉本興業に所属する男性6人によるダンス&ボーカルグループである。サポーターネームは『MU3E（ミューズ）』。

## 概要

### 円神プロジェクト・円神
2019年に放送されたオーディション番組「PRODUCE 101 JAPAN」出演の元練習生9名により「円神プロジェクト」として2020年6月に結成。所属事務所はShowtitleであった。「歌×ダンス×芝居」が融合した新しいパフォーマンスショーを展開。結成当初はグループではなく企画名であり、普段はソロ活動をし、舞台開催時に円神として活動するという内容であったが、CDデビュー後からソロ活動もありながらダンスボーカルグループとしての活動がメインとなった。リーダーは2020年から2023年まで瀧澤翼（TSUBASA）が務めていた。2023年12月31日に熊澤歩哉がグループを卒業。
結成当時はグループではないとされていたため、ファンクラブをサポーターズクラブ(略称SC)、ファンネームをサポーターネームと称している。
サポーターネームはYouTubeチャンネルにてメンバーが一人一つずつ案を出し、A.rikが提案した、ギリシャ神話で「知的活動をつかさどる九人の女神」という意味が込められた「ミューズ」が視聴者投票により決定し、表記をMU3Eとした。「3E」は旧公式ロゴに表されていた「メンバー」「スタッフ」「ファン」の3つの円から由来する。
2022年3月に行われていた全国ツアー中にスタッフの呼称の募集が掛けられ、ツアー最終日である3月31日に「nonaff（ノナッフ）」に決まったとメンバーより発表された。9を意味するnonaとstaffを合わせたものである。

#### STAGE CREATE PROJECT 「円神」
前述したサポーターネームの他に、
- 1st公演ステージテーマ
- メンバーカラー
- オリジナルレーベルロゴ
- オフィシャルグッズ

といった、サポーターへの募集や投票により決定したものがある。一つのテーマなどからメンバーからそれに基づく案が出され、それをサポーターの投票の最多票により決定した。提案は主にYouTubeチャンネル、投票はオフィシャルサイトで行われた。

### ENJIN
熊澤の卒業に伴い、2024年１月に大幅な刷新がされる。パフォーマンスユニットからダンス＆ボーカルグループへ、グループ名は漢字表記であったが、グループ名を読みはそのままに表記を「ENJIN」とし、公式ロゴとメンバー名を変更。新リーダーとしてTOY（中林登生）が就任した。所属事務所は吉本興業となった。同年11月27日、川崎CLUB CITTA'で行われたワンマンライブ「TSUBASA,TAIGA卒業LIVE〜Shining Your Life〜」を以てメンバーのTSUBASAとTAIGAがグループを卒業し、現在は6人で活動している。

## 略歴

### 2020年
- 5月20日　後に結成メンバーとなる9名がShowtitleに所属することを発表。

- 6月15日　円神プロジェクトとして始動、並びに2020年12月に東京・大阪でファースト公演を行うことを発表[4]。同時にYouTubeチャンネルの運営を開始。

- 10月4日　サポーターズクラブとユニバーサルシグマよりオリジナルレーベル「nonagon records」の設立、2020年12月にメジャーデビューの決定を発表[5][6]。サポーターズクラブは同日に運営が開始された。
- 12月4日-12月13日　舞台「円神Debut Stage『nonagon(ノナゴン）～始まりの音～』」開演（全11公演）[7]。
- 12月5日　メジャーデビュー曲兼舞台テーマ曲「ENJIN」が配信リリース。
- 12月19日　メンバー宮里ソルの新型コロナウイルス感染を発表[8]、SNSなどの情報更新がストップした。12月25日に残りのメンバー8人の陰性を報告[9]（8人はこの日にSNS更新を再開したが、宮里は12月30日に再開した）。

### 2021年
- 1月14日　公式TikTokを開設。
- 2月10日　1st両A面シングル「Say Your Name/ENJIN」発売。
- 5月15日　舞台「円神プロデュース公演『幕末バトルサークル』」のオンライン無観客配信を上演（詳細は後述）[10][11]。
- 6月15日　結成1周年に初のワンマンライブ「円神Anniversary LIVE ～First CIRCLE～」を開催[12]。
- 7月14日　メンバー中谷日向の新型コロナウイルス感染が判明。7月21日に復帰した[13]。
- 8月3日-8月29日　The Neworder Table渋谷店にてコラボカフェを開催。
- 8月4日　2nd両A面シングル「Peace Summer/TREASURE」を発売。
- 10月15日　ワンマンライブ「Autumn LIVE Daylight」を開催。
- 11月19日　ワンマンライブ「Autumn LIVE Twilight」を開催。
- 12月24日　ワンマンライブ「Christmas LIVE 2021 Holy Light」を開催。

### 2022年
- 1月19日　3rdシングル「Far away」を発売[14]。
- 3月4日-31日　初のライブツアー「FIRST LIVE TOUR～nonaport～」（全6公演）を開催[15]。
- 6月15日　結成2周年ライブ「Anniversary LIVE ～Second CIRCLE～」を開催[16]。新曲「We are ENJIN」が配信リリース。
- 9月7日　1stアルバム「O」を発売[17]。
- 12月1日-4日　円神 Second Stage「nonagon 〜2つの歌〜」を上演[18]。
- 12月9日　「円神 ONEMAN LIVE 2022"O"ver(オーバー)」を開催[19]。

### 2023年
- 3月29日　4thシングル「MERRY GO ROUND」を発売[20]。
- 3月30日-6月15日　結成から2度目となる全国ツアー「Live Tour 2023"GATE"」を開催[21]。恒例の結成記念ライブは最終日に組まれた。
- 9月13日　5thシングル「Dreamland」を発売[22]。
- 10月13日　初のファンクラブイベント「aMU3Ement ～1st Fan Meeting～」とワンマンライブ「Utopia」を同日開催。
- 11月10日　熊澤歩哉が年内を以てグループからの卒業を発表。[23]。
- 12月28日　「熊澤歩哉卒業ファンイベント ～On cloud nine～」を開催。

### 2024年
- 1月1日　グループ名表記、公式ロゴ、メンバー名を一新。
- 2月14日　ドラマ「ナースが婚活」主題歌『Candy Poppinʼ』が配信リリース。
- 3月1日  メンバーのA.rikが前十字靭帯断裂のため手術を受けることを発表。当面の間、ライブイベントは不参加となる[24]。
- 4月1日　海外向けSNS「b.stage」の運用を開始。
- 6月12日　2ndアルバム「Inception」を発売[25]。
- 8月31日　メンバーのTSUBASAとTAIGAが年内を以てグループを卒業すると発表[26]。
- 11月27日　ワンマンライブ「TSUBASA,TAIGA卒業LIVE〜Shining Your Life〜」を以てメンバーのTSUBASAとTAIGAがグループを卒業。

## メンバー

### 現メンバー
| 名前  | 旧活動名                      | 出身地 | 生年月日               | 身長  | 体重 | 血液型 | メンバーカラー | 備考                                                                                   |
| ----- | ----------------------------- | ------ | ---------------------- | ----- | ---- | ------ | -------------- | -------------------------------------------------------------------------------------- |
| A.rik | A.rik （えーりっく）          | 沖縄県 | 1993年9月30日（31歳）  | 163cm | 54kg | O      | 黄緑           | 本名：福地 正（ふくち しょう） アパレルブランド「％psh（ウップシュ）」を展開している。 |
| RYONO | 草地稜之 （くさちりょうの）   | 東京都 | 1998年6月17日（27歳）  | 178cm | 60kg | 不明   | ピンク         | 2019年、「ミスターオブミスター2019」グランプリ受賞。                                   |
| HYUGA | 中谷日向 （なかたにひゅうが） | 大阪府 | 1998年9月15日（26歳）  | 173cm | 57kg | A      | 紫             |                                                                                        |
| TOY   | 中林登生 （なかばやしとうい） | 大阪府 | 1997年12月27日（27歳） | 174cm | 57kg | B      | 緑             | リーダー（2024年-）                                                                    |
| SOL   | 宮里ソル （みやざとそる）     | 沖縄県 | 1997年9月13日（27歳）  | 168cm | 59kg | A      | 赤             | 本名：宮里 龍斗志（みやざと たつとし）                                                 |
| KYO   | 山田恭 （やまだきょう）       | 石川県 | 2000年9月27日（24歳）  | 180cm | 61kg | O      | 青             |                                                                                        |

### 旧メンバー
| 名前               | 読み            | 出身地 | 生年月日               | メンバーカラー | 備考                                               |
| ------------------ | --------------- | ------ | ---------------------- | -------------- | -------------------------------------------------- |
| 熊澤歩哉           | くまざわ ふみや | 福島県 | 1996年10月22日（28歳） | オレンジ       | 2023年12月31日卒業。                               |
| TSUBASA （瀧澤翼） | たきざわ つばさ | 千葉県 | 2003年3月2日（22歳）   | 水色           | 前リーダー（2020年-2023年）。 2024年11月27日卒業。 |
| TAIGA （中本大賀） | なかもと たいが | 大阪府 | 2001年2月17日（24歳）  | 黄色           | 2024年11月27日卒業。                               |

## 出演
ENJINとしての出演情報を記載。個人活動については個々のページを参照。

### レギュラー番組

#### インターネット配信
- 株式会社 ENJIN（2022年7月18日 - 、NATSLIVE）[32]
  - 月1回配信で、配信日時は都度発表される。料理を得意とするKYOがレギュラー、他メンバー2名が出演する。「仕事終わりの社員寮」という設定で、出演するメンバー全員スーツを着用している。
  - 2024年1月6日配信より「株式会社円神」から上記の番組名に変更。

### ドラマ
- あのコの夢を見たんです。（2020年、テレビ東京）[33]
  - 第3話 - A.rik、中谷、中林、山田[34]
  - 第6話 - 瀧澤[35]
  - 最終話 - 草地、熊澤、中本、宮里[36]

- 江戸モアゼル～令和で恋、いたしんす。～（2021年1月7日 - 3月11日、読売テレビ） - 中本[37]
  - 第2話（2021年1月14日）‐ 中林
  - 第6話（2021年2月11日）- 中谷
  - 第8話（2021年2月25日）- A.rik、草地、熊澤、山田[38]
  - 第9話（2021年3月4日）- 瀧澤
  - 最終話 (2021年3月11日）- 宮里

### バラエティ
- 千鳥のクセがスゴいネタGP（2020年12月3日、フジテレビ）- A.rik[39]
- 芸能人が本気で考えた!ドッキリGP (フジテレビ) 
  - 2020年12月5日放送 - A.rik、瀧澤
  - 2021年2月27日放送 - A.rik[40]
- フリースタイルティーチャー（2021年2月16日 - 5月19日、テレビ朝日）- 宮里[41]
- 土曜はナニする！？（2021年5月1日、関西テレビ）- 中谷[42]
- 夜バゲット（2021年7月、日本テレビ）- 7月マンスリーアーティスト
  - 7月31日放送 - A.rik、瀧澤
- チーキーズ a GoGo！（BSよしもと）
  - 2022年5月5日 - 草地、中林[43]
  - 2022年6月10日 - 熊澤、山田
- Cheeky's Cast 2（2022年5月16日、BSよしもと） - A.rik、中林[44]
- 浜ちゃんが！（2022年11月9日、読売テレビ）- A.rik、中林[45]
- EXITV（2022年12月22日・2023年1月12日、フジテレビ） - 瀧澤、中谷[46]

### 音楽
- PLAYLIST（TBS）[47]
  - 2021年2月23日・8月31日・12月21日
  - 2022年9月27日
  - 2023年4月25日・9月26日
- 円神 SUMMER SPECIAL（2021年8月7日、スペースシャワーTVプラス）[48]
- Love music（2022年1月9日、フジテレビ）- A.rik、草地、瀧澤、中林 [49]
- メイプル超音楽（2022年3月19日、CBCテレビ）- 瀧澤、山田
- Break Out（2022年9月7日・2023年4月19日、テレビ朝日）
- 音ボケPOPS（2022年9月24日、TOKYO MX）- 瀧澤、宮里
- CDTVライブ！ライブ！ 年越しスペシャル！2022→2023（2022年12月31日 - 2023年1月1日、TBS）[50]

### 舞台
円神が主催となる舞台は後述する。
- 円神 × Boom Trigger 朗読劇『メリーモサモサ スットンサ』（2021年12月28日、Shibuya eggman）- A.rik、瀧澤、山田[51]
- チコちゃんに叱られる！on STAGE（2022年3月27日、サンケイホールブリーゼ）- A.rik、瀧澤、宮里[52]※ゲスト出演

### インターネット配信
- 円神-エンジン-　五大発表！緊急生配信特番（2020年10月4日、GYAO!）
- 円神 episode ZERO ～始まりの姿～（2020年11月18日-12月23日、GYAO!）[53][54]
- マンボウやしろトークライブ〜配信版〜（2021年6月25日）- 草地、中林、宮里[55]
- SHUHO×円神～ダンササイズで楽しく綺麗に痩せよう！～（クリスタルジム・FANY）
  - 2021年7月30日 - 中林、山田
  - 2021年8月21日 - A.rik、宮里
  - 2021年9月4日 - 草地、中本
  - 2021年9月26日 - 熊澤、中谷
  - 2021年10月30日 - 中谷、山田
  - 2021年12月11日 - 草地、瀧澤
  - 2021年12月23日 - A.rik、中林

### ラジオ
- E∞Tracks Selection~円神のええんじゃないん（2023年1月4日 - 6月21日、エフエム大阪）※隔週放送[56]

### イベント
- BOYS PANIC 2021〜SUMMER PARTY〜（2021年8月2日、新木場STUDIO COAST）
- ピグパーティ6周年記念イベント - アバターを介して出演[57]
  - 2021年8月24日 - 草地、中本、宮里
  - 2021年8月25日 - A.rik、熊澤、山田
  - 2021年8月26日 - 瀧澤、中谷、中林
- KCON WORLD PREMIERE: The Triangle（2021年9月23日、パシフィコ横浜）[58]
- Warai Mirai Fes 2021 ～Road to EXPO 2025～（2021年9月25日、万博記念公園）[59]※新型コロナウイルスの影響により中止
- UTAGE SING! SING! SING!（2021年11月4日・2022年1月28日）
- SHIZUOKA SWISH（2021年11月27日、LIVE ROXY SHIZUOKA）
- SHIBUYA SWISH~Year End PARTY 2021~（2021年12月29日-30日、clubasia）
- 浪速のキキ＆ララ? 大暴れ！その時、キティは？？円神 サンリオピューロランド祭り（2022年1月16日、サンリオピューロランド）[60]
- スペシャプラスまつり vol.7 supported byスカパー!ーBoys to the worldー（2022年2月11日、豊洲PIT）[61]
- Warai Mirai Fes 2022 ～Road to EXPO 2025～（2022年4月30日、万博記念公園）[62]
- KCON 2022 Premiere（2022年5月14日-5月15日、幕張メッセ）[63]
- E-YOUNG LIVE!!（2022年6月11日、TAKARA OSAKA）[64]
- HADOイケメンウォーズ 円神 CUP（2022年7月25日、HADO ARENA お台場店）[65]
- The beginning starts here（2022年9月4日、名古屋ダイアモンドホール）[66]
- カラフルマリオネット（2023年1月6日、紀伊國屋サザンシアター）- A.rik、瀧澤、中谷、中林、中本、宮里[67]
- 近江大行進ROCK THE BEAUTY2023（2023年3月26日、東近江市ふれあい運動公園）[68][69]※主催者都合により延期[70]
- Hello Music Festival（GORILLA HALL OSAKA）
  - Hello Music Festival 2023 OSAKA（2023年3月11日）[71][72]
  - Hello Music Festival 2024 in OSAKA（2024年4月28日）[73][74]
- シンデレラフェスvol.10（2023年4月5日、国立代々木競技場第一体育館）[75][76]
- LIFESTYLE with DOGS（2023年4月8日、横浜赤レンガ倉庫）[77]
- NAGANO SWISH（2023年9月24日、CLUB JUNK BOX）[78]
- BOYS SUMMiT in GORILLA HALL OSAKA（2023年10月1日、GORILLA HALL OSAKA）[79]
- Oshi Fes in IKEBUKURO（2024年3月2日、池袋西口公園野外劇場）
- 麻生専門学校グループ presents TGC KUMAMOTO 2024 by TOKYO GIRLS COLLECTION（2024年4月13日、グランメッセ熊本）※オープニングアクト、A.rikは不参加[80][81]
- ”Z祭” SUPER LIVE!!!!!!!!!（2024年5月12日、ぴあアリーナMM）※TSUBASAは不参加
- BoyAge Festival NEO 2024 SUMMER（2024年7月14日、duo MUSIC EXCHANGE）
- 大阪・関西万博開催記念 Survive FES（2025年7月26日・27日、万博記念公園 もみじ川芝生広場）[82]

### その他
- DAMチャンネル（2021年2月21日-3月15日）- 熊澤、瀧澤、中谷、宮里
- 連載『PIVIm COOKing』（2024年、PIVIm）- TOY、HYUGA

## 作品

### 配信シングル
| リリース日     | 曲名                                    | 備考                                            |
| -------------- | --------------------------------------- | ----------------------------------------------- |
| 2020年12月5日  | ENJIN                                   |                                                 |
| 2022年6月15日  | We are ENJIN                            | 自己紹介曲                                      |
| 2022年11月30日 | 円神Second Stage「nonagon 〜2つの歌〜」 | 「Nonagonism」「さがしもの」「Home」の3曲を収録 |
| 2024年2月14日  | Candy Poppinʼ                           |                                                 |

### CDシングル
| 枚数 | リリース日    | タイトル              | 最高位 | 形態                 | 規格品番               | 備考                                 |
| ---- | ------------- | --------------------- | ------ | -------------------- | ---------------------- | ------------------------------------ |
| 1st  | 2021年2月10日 | Say Your Name/ENJIN   | 7位    | 通常版               | UMCK-5697              |                                      |
| 1st  | 2021年2月10日 | Say Your Name/ENJIN   | 7位    | 初回限定ピクチャー盤 | UMCK-7095 ～ UMCK-7103 | 各メンバーのジャケット写真で全９種類 |
| 2nd  | 2021年8月4日  | Peace Summer/TREASURE | 12位   | 通常版               | UMCK-5703              |                                      |
| 2nd  | 2021年8月4日  | Peace Summer/TREASURE | 12位   | 初回限定ピクチャー盤 | UMCK-7126 ～ UMCK-7134 | 各メンバーのジャケット写真で全９種類 |
| 3rd  | 2022年1月19日 | Far away              | 10位   | 通常版               | UMCK-5710              |                                      |
| 3rd  | 2022年1月19日 | Far away              | 10位   | 初回限定ピクチャー盤 | UMCK-7150 ～ UMCK-7158 | 各メンバーのジャケット写真で全９種類 |
| 4th  | 2023年3月29日 | MERRY GO ROUND        | 6位    | 初回限定盤           | UMCK-7200              | CD+DVD                               |
| 4th  | 2023年3月29日 | MERRY GO ROUND        | 6位    | 通常盤               | UMCK-5726              | CDのみ                               |
| 5th  | 2023年9月13日 | Dreamland             | 7位    | 初回限定盤           | UMCK-7221              | CD+DVD                               |
| 5th  | 2023年9月13日 | Dreamland             | 7位    | 通常盤               | UMCK-5732              | CDのみ                               |

### アルバム
| リリース日    | タイトル  | 最高位 | 形態       | 規格品番  | 備考   |
| ------------- | --------- | ------ | ---------- | --------- | ------ |
| 2022年9月7日  | O         | 5位    | 初回限定盤 | UMCK-7177 |        |
| 2022年9月7日  | O         | 5位    | 通常盤     | UMCK-1722 |        |
| 2024年6月12日 | Inception | 8位    | 初回盤     | UMCK-7239 | CD+DVD |
| 2024年6月12日 | Inception | 8位    | 通常盤     | UMCK-1767 | CDのみ |

### タイアップ
| 年     | 楽曲           | タイアップ                                             |
| ------ | -------------- | ------------------------------------------------------ |
| 2021年 | Say Your Name  | ドラマ「江戸モアゼル～令和で恋、いたしんす。～」主題歌 |
| 2021年 | Peace Summer   | 日本テレビ「夜バゲット」7月エンディングテーマ          |
| 2022年 | Perfect Circle | 読売テレビ「ダウンタウンDX」9-10月エンディングテーマ   |
| 2023年 | MERRY GO ROUND | 毎日放送「アキナのギャルしか勝たん」エンディングテーマ |
| 2024年 | Candy Poppinʼ  | テレビ東京ドラマ「ナースが婚活」主題歌                 |

### ミュージックビデオ
| 年     | 楽曲                  | MV                              |
| ------ | --------------------- | ------------------------------- |
| 2021年 | Say Your Name/ENJIN   | - Say Your Name - ENJIN         |
| 2021年 | Peace Summer/TREASURE | - Peace Summer - TREASURE       |
| 2022年 | Far away              | - Far away                      |
| 2022年 | O                     | - We are ENJIN - Perfect Circle |
| 2023年 | MERRY GO ROUND        | - MERRY GO ROUND                |
| 2023年 | Dreamland             | - Dreamland                     |
| 2024年 | Inception             | - Major                         |

## ワンマンライブ
| 年     | タイトル                                   | 公演日   | 公演日   | 会場                            | 備考 |
| ------ | ------------------------------------------ | -------- | -------- | ------------------------------- | --- |
| 2021年 | Anniversary LIVE ～First CIRCLE～          | 6月15日  | 6月15日  | 東京・LIQUIDROOM                | - 結成1周年記念ライブ。 |
| 2021年 | Autumn LIVE Daylight                       | 10月15日 | 10月15日 | 東京・Shibuya WWW               | |
| 2021年 | Autumn LIVE Twilight                       | 11月19日 | 11月19日 | 東京・harevutai                 | |
| 2021年 | Christmas LIVE 2021 Holy Light             | 12月24日 | 12月24日 | 東京・ヒューリックホール東京    | |
| 2022年 | FIRST LIVE TOUR～nonaport～                | 3月      | 4日      | 愛知・Electric Lady Land        | |
| 2022年 | FIRST LIVE TOUR～nonaport～                | 3月      | 12日     | 福岡・DRUM Be-1                 | |
| 2022年 | FIRST LIVE TOUR～nonaport～                | 3月      | 18日     | 東京・duo MUSIC EXCHANGE        | |
| 2022年 | FIRST LIVE TOUR～nonaport～                | 3月      | 21日     | 宮城・仙台darwin                | - 2022年3月16日に発生した地震の影響により延期。                                                                                                  |
| 2022年 | FIRST LIVE TOUR～nonaport～                | 3月      | 25日     | 大阪・心斎橋JANUS               | |
| 2022年 | FIRST LIVE TOUR～nonaport～                | 3月      | 31日     | 神奈川・横浜ランドマークホール  | |
| 2022年 | FIRST LIVE TOUR～nonaport～                | 6月      | 3日      | 宮城・仙台darwin                | - 3月21日の振替公演。 |
| 2022年 | Anniversary LIVE ～Second CIRCLE～         | 6月15日  | 6月15日  | 東京・Spotify O-EAST            | - 結成2周年記念ライブ。 |
| 2022年 | ONEMAN LIVE 2022"O"ver(オーバー)           | 12月9日  | 12月9日  | 東京・新宿BLAZE                 | - 収録されたDVDが4thシングル「MERRY GO ROUND」の初回限定盤に同梱。                                                                               |
| 2023年 | Live Tour 2023"GATE"                       | 3月      | 30日     | 東京・渋谷 WWW X                | |
| 2023年 | Live Tour 2023"GATE"                       | 3月      | 31日     | 大阪・BIG CAT                   | |
| 2023年 | Live Tour 2023"GATE"                       | 4月      | 2日      | 福岡・DRUM Be-1                 | |
| 2023年 | Live Tour 2023"GATE"                       | 4月      | 19日     | 宮城・仙台darwin                | |
| 2023年 | Live Tour 2023"GATE"                       | 4月      | 22日     | 愛知・名古屋BOTTOM LINE         | |
| 2023年 | Live Tour 2023"GATE"                       | 6月      | 15日     | 東京・EX THEATER ROPPONGI       | - この日のみ、ライブのタイトルが「Live Tour 2023 "GATE" ～Third CIRCLE～」となる。 - 収録されたDVDが5thシングル「Dreamland」の初回限定盤に同梱。 |
| 2023年 | ONEMAN LIVE 2023 "Utopia"                  | 10月     | 13日     | 東京・新宿BLAZE                 | - ファンクラブイベント「aMU3Ement ～1st Fan Meeting～」と同日開催され、当ライブは夜公演となる。                                                  |
| 2024年 | ４th Anniversary LIVE ～Inception～        | 6月      | 13日     | 東京・Spotify O-EAST            | - 結成4周年記念ライブ。 |
| 2024年 | ４th Anniversary LIVE ～re-challenge～     | 10月     | 31日     | 東京・SHIBUYA PLEASURE PLEASURE | - 2部構成で開催。昼の部はファンミーティング、夜の部はライブ形式で行われる。                                                                      |
| 2024年 | TSUBASA,TAIGA卒業LIVE〜Shining Your Life〜 | 11月     | 27日     | 神奈川・CLUB CITTA'             | - TSUBASA・TAIGA卒業ライブ |

### 主催イベント
| 年     | タイトル                                     | 日付     | 会場                        | 備考                                                                                |
| ------ | -------------------------------------------- | -------- | --------------------------- | ----------------------------------------------------------------------------------- |
| 2023年 | aMU3Ement ～1st Fan Meeting～                | 10月13日 | 東京・新宿BLAZE             | - ライブ「ONEMAN LIVE 2023 "Utopia"」と同日開催され、当イベントは昼公演として開催。 |
| 2023年 | 熊澤歩哉卒業ファンイベント ～On cloud nine～ | 12月28日 | 東京・渋谷PLEASURE PLEASURE | - 当日のドキュメンタリー映像を収録したDVDが2ndアルバム「Inception」の初回盤に同梱。 |

## 舞台

### nonagon
1. Debut Stage「nonagon（ノナゴン）～始まりの音～ 」[7]
  - 舞台テーマは「円陣」。これは結成が発表された2020年6月15日に公式YouTubeチャンネルにて、「円」にまつわるものを条件として舞台テーマの募集が行われた。募集締め切り後、メンバーが一人一つずつ候補を選び、ファンの投票により決定した[87]。  上演中、休憩までの前半部分の歌・ダンスパートでは携帯電話に限り写真撮影が可能であった事や、来場者に生写真プレゼントなど、様々な企画が行われた。
    - 脚本・演出：マンボウやしろ
    - 上演期間・会場：2020年12月4日 - 7日、東京国際フォーラム ホールC（全6公演）/ 2020年12月11日 - 13日、COOL JAPAN PARK OSAKA WWホール（全5公演）
    - 音楽協力： ユニバーサルミュージック
    - 制作：ネルケプランニング
    - 2021年5月24日 - 8月4日、結成1周年及びシングル発売記念として、大千穐楽公演を公式YouTubeチャンネルにて無料公開した[88]。
2. Second Stage「nonagon 〜2つの歌〜」[18]
  - 上演期間・会場：2022年12月1日 - 12月4日、CBGKシブゲキ‼︎（全6公演）
  - 脚本・総合監修：マンボウやしろ
  - 演出：白坂英晃
  - 音楽協力： ユニバーサルミュージック
  - 制作：ネルケプランニング

### その他主催
1. 円神プロデュース公演Vol.1「幕末バトルサークル」[89]
  - 2021年3月12日に開催を発表。「同窓会じゃない。決闘だ。」をコンセプトに円神の他、客演を交えて計17名の舞台となっている。客演のBoom Triggerと秦健豪は円神と同じオーディション番組「PRODUCE 101 JAPAN」出身である。
  - 新型コロナウイルス蔓延に伴う緊急事態宣言発出・延長のため、有観客公演が全て中止になる[90][91]。中止決定前に2021年5月15日19:00開演分のオンライン配信が予定されていたが、同日14:00開演分も追加。2公演配信が無観客公演として予定通り行われた[10][11]。
    - 原案：広井王子
    - 脚本・総合監修：マンボウやしろ
    - 演出：白鳥雄介
    - 上演期間・会場：2021年5月6日 - 9日、天王洲 銀河劇場（全5公演、中止）/ 2021年5月14日 - 16日、COOL JAPAN PARK OSAKA TTホール（全4公演、中止）
    - オンライン配信：2021年5月15日、14:00 / 19:00（全2公演）、COOL JAPAN PARK OSAKA TTホール、FANY Online Ticketにて販売・配信された
    - 客演：Boom Trigger（安藤優、稲吉ひかり、大水陸渡、岡野海斗、結城樹）、秦健豪、泰江和明、眞嶋秀斗

## 書籍

### 写真集
円神 1st PHOTO BOOK ENJIN（2020年12月、ヨシモトブックス）

## YouTubeチャンネル
2023年1月30日より毎週月曜日20時に更新（それまでは毎週土曜日19時に更新）。内容はミュージックビデオの他、「円神的〇〇」「〇〇+1」（〇〇は企画名）といったチャンネルならではのルールに従った企画がある。不定期に学力テストも行われる。2022年4月より製作スタッフとして、元お笑い芸人で作家のパジャマとりやが参加している。
2022年1月23日の「円神 3rd Single『Far away』発売記念YouTube Live」の配信に向けて、事前に最高視聴者数1000人を目標に50人～100人毎、計14個の公約が出された。公式とファンによるSNSでの呼びかけもあり、当日、配信開始40秒で視聴者数は1000人を達成し、最高視聴者数は2000人を超えた。配信時間の都合で450人達成時の「A.rikのピアノ演奏コーナー」は配信中に披露することができず、後日公式TikTokで公開された。視聴者1000人公約のパフォーマンスビデオは、該当曲が逆バレンタインを描いた曲であることに因んでホワイトデーとされる3月14日に公開された。

### チャンネル内で登場したキャラクター
- 円（エン）ジェルハート
  - ギャルを仮想したユニット。メンバーはえりまろ（A.rik）、ふみぽよ（熊澤）、ひゅがめろ（中谷）、といちむ（中林）の4名[95]。
  - ギャル名の名付け親はA.rikであり、「円神はギャルの集団」と語っている。2022年3月までに9人全員のギャル名を命名した。
- MASACO（マサコ）
  - 熊澤が扮する。サングラスを装着し、両手を広げた状態で顔を勢いよく覆いながら「MASACOです！」とアピールする[96]。A.rikが作詞作曲をしたMASACOラップが存在する。MASACOラップは2023年末でグループを卒業する熊澤に向け、今まで1番のみであった歌詞に2番を追加し、曲名を「イチバンカワイイ」に変更した。